# Saint-Denis-lès-Martel
Saint-Denis-lès-Martel est une commune française, située dans le nord du département du Lot, en région Occitanie.
Elle est également dans le causse de Martel, une région naturelle constituant le plus septentrional des quatre causses du Quercy, entre Limousin, vallées de la Tourmente et de la Dordogne.
Exposée à un climat océanique altéré, elle est drainée par la Dordogne, la Sourdoire, la Tourmente et par divers autres petits cours d'eau. Incluse dans le bassin de la Dordogne, la commune possède un patrimoine naturel remarquable : un site Natura 2000 (la « vallée de la Dordogne quercynoise »), un espace protégé (le « cours lotois de la Dordogne ») et sept zones naturelles d'intérêt écologique, faunistique et floristique.
Saint-Denis-lès-Martel est une commune rurale qui compte 334 habitants en 2022, après avoir connu un pic de population de 895 habitants en 1881.  Ses habitants sont appelés les Saint-Dyonésiens ou  Saint-Dyonésiennes.

## Géographie

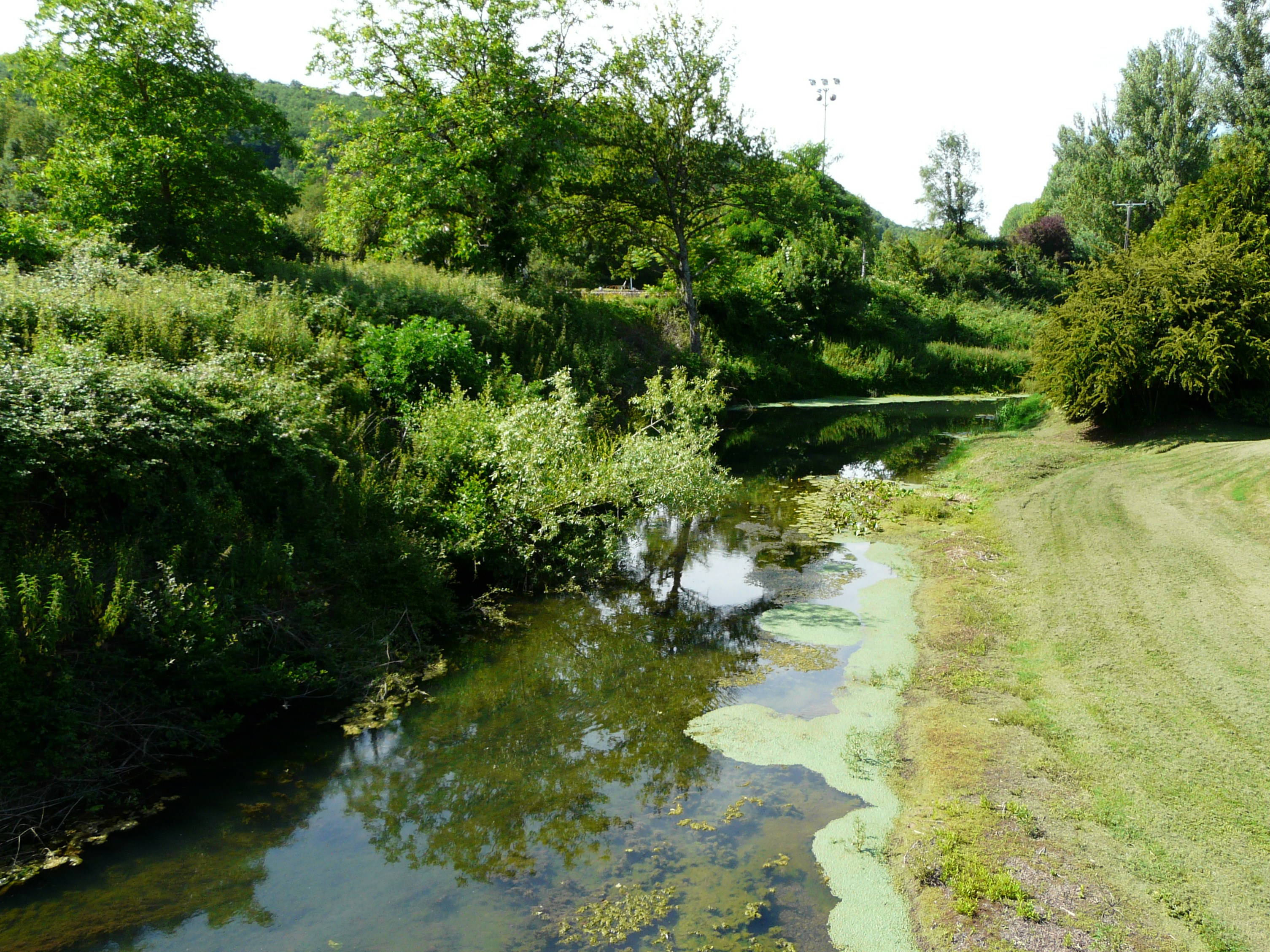
La Tourmente à Saint-Denis-lès-Martel.

La commune de Saint-Denis-lès-Martel est située dans le Quercy, sur le Causse de Martel. Elle est arrosée par deux affluents de la Dordogne, la Sourdoire qui borde le territoire communal au sud-est, et la Tourmente.

### Communes limitrophes
Saint-Denis-lès-Martel est limitrophe de cinq autres communes.
Les communes limitrophes sont  Floirac, Martel, Saint-Michel-de-Bannières, Strenquels et Vayrac.
|        | Strenquels             | Saint-Michel-de-Bannières |
| Martel | Saint-Denis-lès-Martel | Vayrac                    |
|        | Floirac                |                           |

### Climat
Pour des articles plus généraux, voir Climat de l'Occitanie et Climat du Lot.
En 2010, le climat de la commune est de type climat océanique dégradé des plaines du Centre et du Nord, selon une étude s'appuyant sur une série de données couvrant la période 1971-2000. En 2020, Météo-France publie une typologie des climats de la France métropolitaine dans laquelle la commune est dans une zone de transition entre le climat océanique altéré et le climat de montagne ou de marges de montagne et est dans la région climatique Ouest et nord-ouest du Massif Central, caractérisée par une pluviométrie annuelle de 900 à 1 500 mm, maximale en automne et en hiver.
Pour la période 1971-2000, la température annuelle moyenne est de 12,9 °C, avec une amplitude thermique annuelle de 15,8 °C. Le cumul annuel moyen de précipitations est de 998 mm, avec 11,4 jours de précipitations en janvier et 7,1 jours en juillet. Pour la période 1991-2020, la température moyenne annuelle observée sur la station météorologique la plus proche, située sur la commune de Lunegarde à 28 km à vol d'oiseau, est de 12,6 °C et le cumul annuel moyen de précipitations est de 828,1 mm,. Pour l'avenir, les paramètres climatiques de la commune estimés pour 2050 selon différents scénarios d’émission de gaz à effet de serre sont consultables sur un site dédié publié par Météo-France en novembre 2022.

### Milieux naturels et biodiversité

#### Espaces protégés
La protection réglementaire est le mode d’intervention le plus fort pour préserver des espaces naturels remarquables et leur biodiversité associée,.
La commune fait partie du bassin de la Dordogne, un territoire  reconnu réserve de biosphère par l'UNESCO en juillet 2012,.
Un  autre espace protégé est présent sur la commune : 
le « cours lotois de la Dordogne », objet d'un arrêté de protection de biotope, d'une superficie de 569,6 ha.

#### Réseau Natura 2000

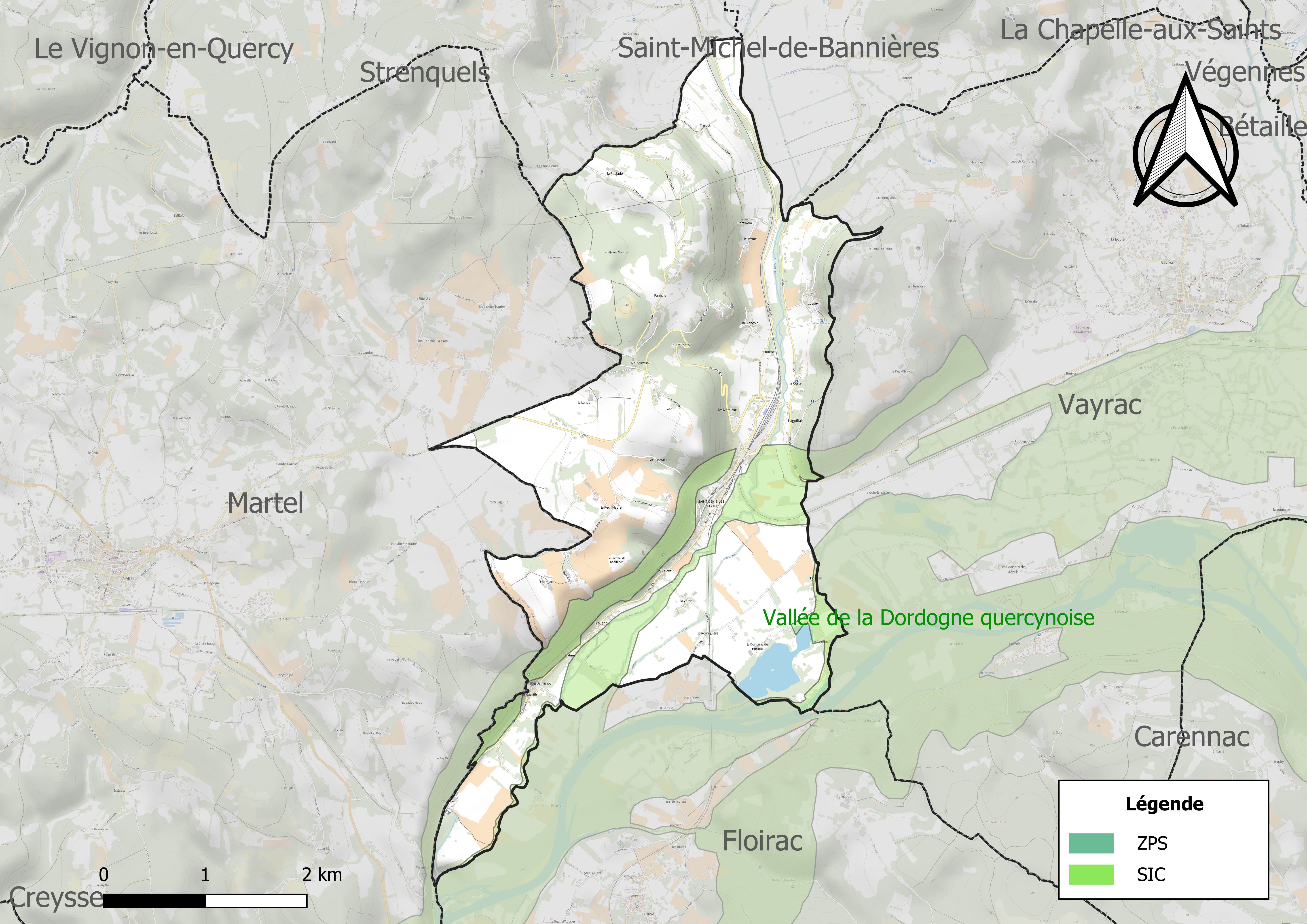
Site Natura 2000 sur le territoire communal.

Le réseau Natura 2000 est un réseau écologique européen de sites naturels d'intérêt écologique élaboré à partir des directives habitats et oiseaux, constitué de zones spéciales de conservation (ZSC) et de zones de protection spéciale (ZPS).
Un site Natura 2000 a été défini sur la commune au titre de la directive habitats : la « vallée de la Dordogne quercynoise », d'une superficie de 5 567 ha, qui présente des milieux aquatiques d'intérêt majeur et de un important éventail des milieux alluviaux qui abritent, outre un nombre significatif d'espèces de l'annexe II, de nombreuses espèces localisées à rares aux niveaux régional ou national.

#### Zones naturelles d'intérêt écologique, faunistique et floristique
L’inventaire des zones naturelles d'intérêt écologique, faunistique et floristique (ZNIEFF) a pour objectif de réaliser une couverture des zones les plus intéressantes sur le plan écologique, essentiellement dans la perspective d’améliorer la connaissance du patrimoine naturel national et de fournir aux différents décideurs un outil d’aide à la prise en compte de l’environnement dans l’aménagement du territoire.
Cinq ZNIEFF de type 1 sont recensées sur la commune :
- « la Dordogne quercynoise » (2 081 ha), couvrant 24 communes dont deux en Corrèze, deux en Dordogne et vingt dans le Lot[17], qui comprend de nombreuses espèces déterminantes (soixante-six  animales et cinquante végétales) ;
- les « pentes forestières du Puy d'Issolud » (41 ha), couvrant 2 communes du département[18] ;
- les « prairies et milieux aquatiques de la Guierle basse et de cap Sourdoux » (73 ha), couvrant 2 communes du département[19] ;
- les « prairies naturelles de la vallée de la Tourmente » (403 ha), couvrant 6 communes du département[20] ;
- le « versant de la vallée de la Dordogne entre Saint-Denis-les-Martels et Copeyre » (96 ha), couvrant 2 communes du département[21] ;

et deux ZNIEFF de type 2, : 
- la « basse vallée de la Tourmente » (1 349 ha), couvrant 9 communes dont une dans la Corrèze et huit dans le Lot[22] ;
- la « vallée de la Dordogne quercynoise » (8 758 ha), couvrant 28 communes[Note 4] : deux en Corrèze, deux en Dordogne et vingt-quatre dans le Lot[23].

Cartes des ZNIEFF de type 1 et 2 à Saint-Denis-lès-Martel.
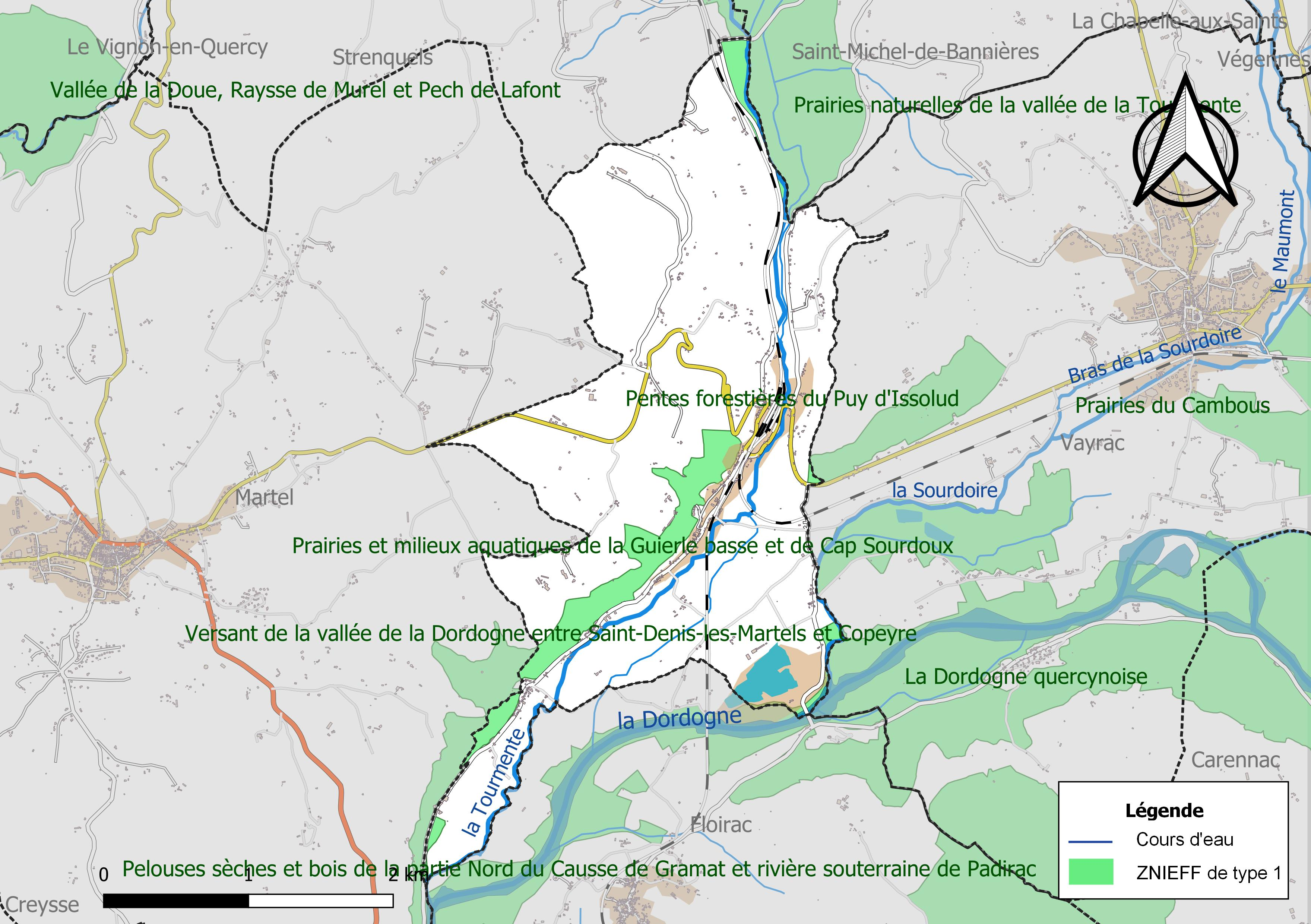
Carte des ZNIEFF de type 1 sur la commune.
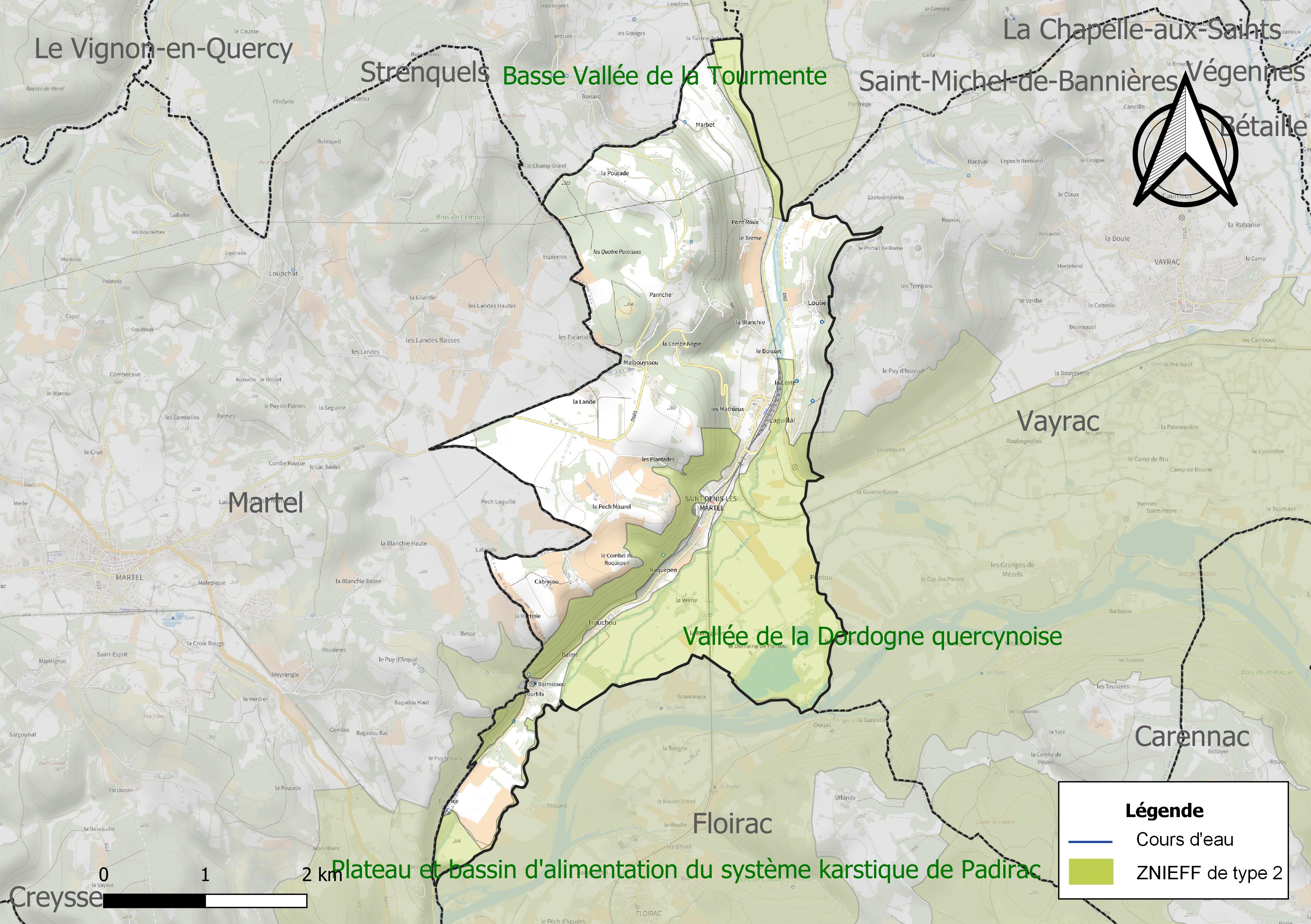
Carte des ZNIEFF de type 2 sur la commune.

## Urbanisme

### Typologie
Au 1er janvier 2024, Saint-Denis-lès-Martel est catégorisée commune rurale à habitat dispersé, selon la nouvelle grille communale de densité à sept niveaux définie par l'Insee en 2022.
Elle est située hors unité urbaine et hors attraction des villes,.

### Occupation des sols
L'occupation des sols de la commune, telle qu'elle ressort de la base de données européenne d’occupation biophysique des sols Corine Land Cover (CLC), est marquée par l'importance des territoires agricoles (64,3 % en 2018), une proportion sensiblement équivalente à celle de 1990 (65 %). La répartition détaillée en 2018 est la suivante : 
zones agricoles hétérogènes (48,9 %), forêts (28,2 %), prairies (15,4 %), zones urbanisées (4 %), eaux continentales (3,4 %). L'évolution de l’occupation des sols de la commune et de ses infrastructures peut être observée sur les différentes représentations cartographiques du territoire : la carte de Cassini (XVIIIe siècle), la carte d'état-major (1820-1866) et les cartes ou photos aériennes de l'IGN pour la période actuelle (1950 à aujourd'hui).

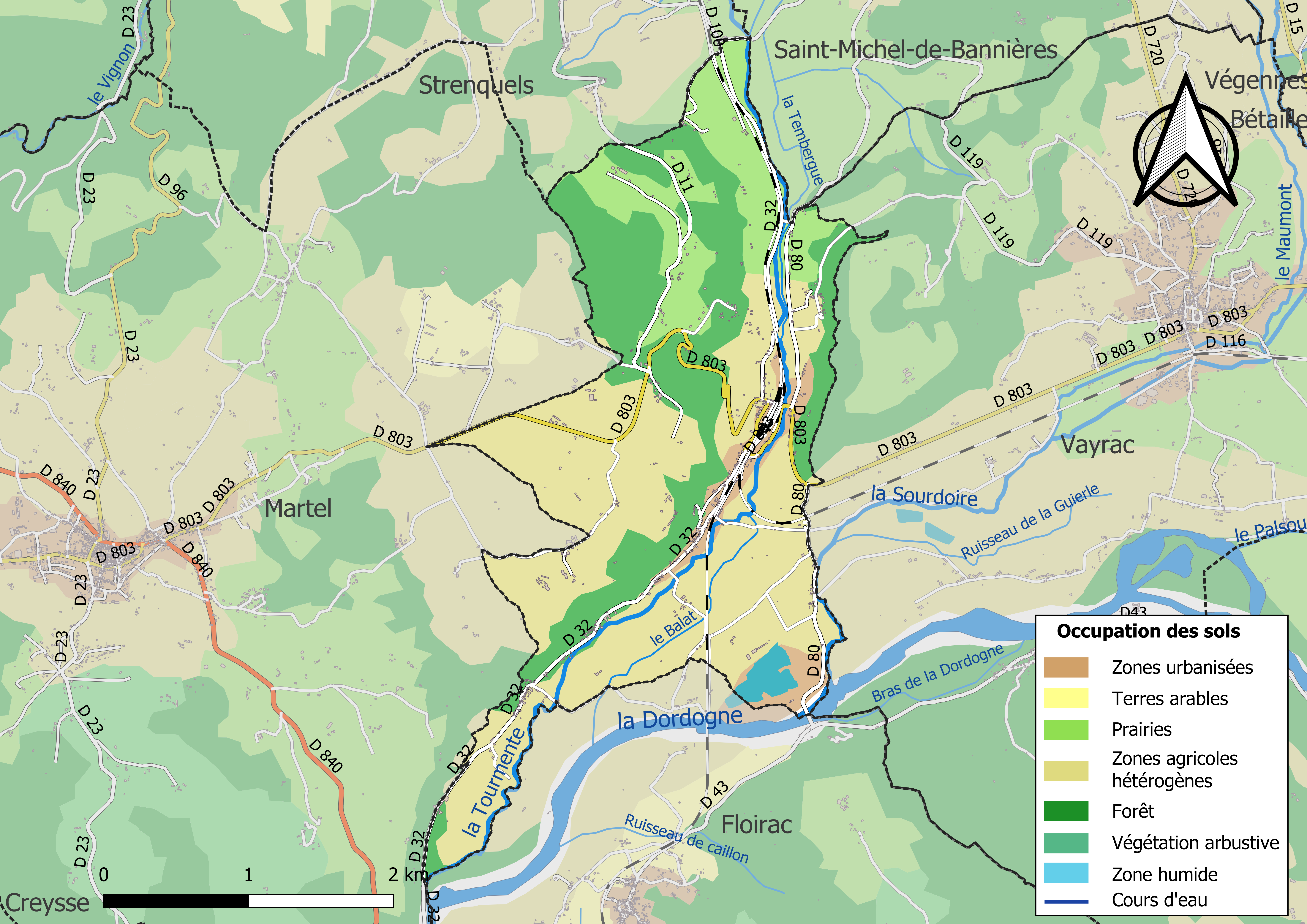
Carte des infrastructures et de l'occupation des sols de la commune en 2018 (CLC).

### Risques majeurs
Le territoire de la commune de Saint-Denis-lès-Martel est vulnérable à différents aléas naturels : météorologiques (tempête, orage, neige, grand froid, canicule ou sécheresse), inondations, feux de forêts, mouvements de terrains et séisme (sismicité très faible). Il est également exposé à deux risques technologiques,  le transport de matières dangereuses et la rupture d'un barrage. Un site publié par le BRGM permet d'évaluer simplement et rapidement les risques d'un bien localisé soit par son adresse soit par le numéro de sa parcelle.

#### Risques naturels
Certaines parties du territoire communal sont susceptibles d’être affectées par le risque d’inondation par débordement de cours d'eau, notamment la Dordogne, la Sourdoire et la Tourmente. La cartographie des zones inondables en ex-Midi-Pyrénées réalisée dans le cadre du XIe Contrat de plan État-région, visant à informer les citoyens et les décideurs sur le risque d’inondation, est accessible sur le site de la DREAL Occitanie. La commune a été reconnue en état de catastrophe naturelle au titre des dommages causés par les inondations et coulées de boue survenues en 1982, 1989, 1992, 1993, 1999 et 2001,.
Saint-Denis-lès-Martel est exposée au risque de feu de forêt. Un plan départemental de protection des forêts contre les incendies a été approuvé par arrêté préfectoral le 30 novembre 2015 pour la période 2015-2025. Les propriétaires doivent ainsi couper les broussailles, les arbustes et les branches basses sur une profondeur de 50 mètres, aux abords des constructions, chantiers, travaux et installations de toute nature, situées à moins de 200 mètres de terrains en nature
de bois, forêts, plantations, reboisements, landes ou friches. Le brûlage des déchets issus de l’entretien des parcs et jardins des ménages et des collectivités est interdit. L’écobuage est également interdit, ainsi que les feux de type méchouis et barbecues, à l’exception de ceux prévus dans des installations fixes (non situées sous couvert d'arbres) constituant une dépendance d'habitation.

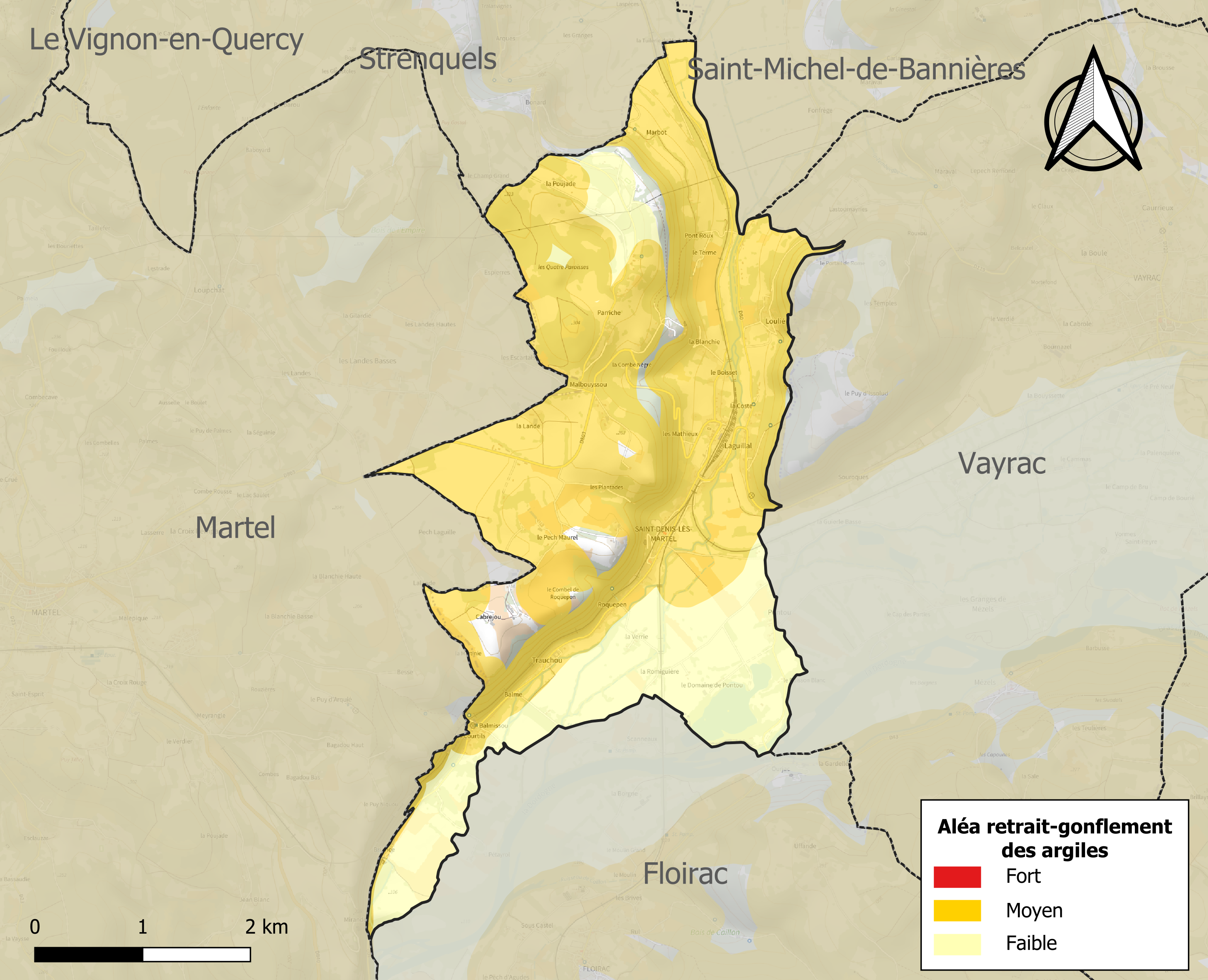
Carte des zones d'aléa retrait-gonflement des sols argileux de Saint-Denis-lès-Martel.

Les mouvements de terrains susceptibles de se produire sur la commune sont des affaissements et effondrements liés aux cavités souterraines (hors mines), des éboulements, chutes de pierres et de blocs, des glissements de terrain et des tassements différentiels. Par ailleurs, afin de mieux appréhender le risque d’affaissement de terrain, l'inventaire national des cavités souterraines permet de localiser celles situées sur la commune.
Le retrait-gonflement des sols argileux est susceptible d'engendrer des dommages importants aux bâtiments en cas d’alternance de périodes de sécheresse et de pluie. 70,9 % de la superficie communale est en aléa moyen ou fort (67,7 % au niveau départemental et 48,5 % au niveau national). Sur les 259 bâtiments dénombrés sur la commune en 2019, 217 sont en aléa moyen ou fort, soit 84 %, à comparer aux 72 % au niveau départemental et 54 % au niveau national. Une cartographie de l'exposition du territoire national au retrait gonflement des sols argileux est disponible sur le site du BRGM,.
Par ailleurs, afin de mieux appréhender le risque d’affaissement de terrain, l'inventaire national des cavités souterraines permet de localiser celles situées sur la commune.
Concernant les mouvements de terrains, la commune a été reconnue en état de catastrophe naturelle au titre des dommages causés par la sécheresse en 1989, par des mouvements de terrain en 1999 et par des glissements de terrain en 1993.

#### Risques technologiques
Le risque de transport de matières dangereuses sur la commune est lié à sa traversée par une infrastructure ferroviaire. Un accident se produisant sur une telle infrastructure est susceptible d’avoir des effets graves sur les biens, les personnes ou l'environnement, selon la nature du matériau transporté. Des dispositions d’urbanisme peuvent être préconisées en conséquence.
La commune est en outre située en aval des barrages de Saint-Étienne-Cantalès et de Bort-les-Orgues, des ouvrages de classe A disposant d'une retenue de respectivement 133 millions et 477 millions de mètres cubes,. À ce titre elle est susceptible d’être touchée par l’onde de submersion consécutive à la rupture d'un de ces ouvrages.

## Toponymie
Le toponyme Saint-Denis-lès-Martel, en occitan Sent Daunís, est basé sur l'hagiotoponyme chrétien Denis de Paris (Dionysius) :  premier évêque de Paris. lès vient de lez préposition issue du latin de basse époque latus signifiant à côté de.
Sent Daunís s'appelait d'abord Lenzac variante de Lanzac.
Durant la Révolution, la commune, alors nommée simplement Saint-Denis, porte le nom de Seu-Denis.

L'appendice lès-Martel a été ajouté au nom de la commune en 1890.
Ses habitants sont appelés les Saint-Dyonésiens.

## Histoire

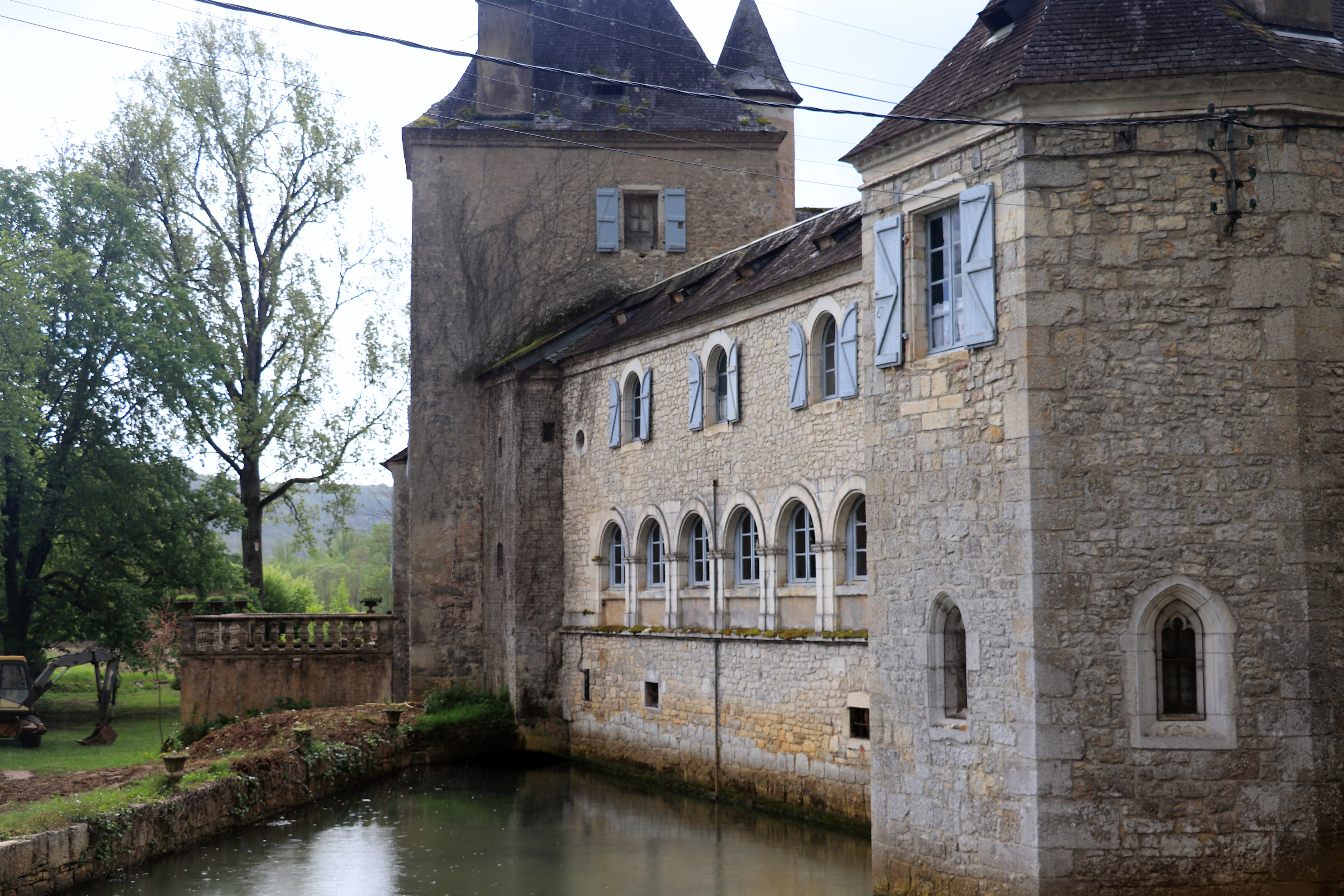
Château de Briance à Saint-Denis-lès-Martel (Lot).

C'est sur le territoire actuel de Saint-Denis-lès-Martel, sur les pentes du puy d'Issolud autrefois Uxellodunum que se déroula la dernière bataille de la conquête de la Gaule par Jules César pendant l'été de 51 av. J.-C. après les chocs de Gergovie et d'Alésia de 52 av. J.-C. Cette victoire ultime qui marqua le début de l'occupation romaine de toute la Gaule fut acquise par une ruse de César qui réussit à priver d'eau les assiégés d'Uxellodunum en faisant creuser par ses légionnaires des galeries souterraines qui captèrent les filets d'eau qui alimentaient la principale source (fontaine actuelle de Loulié) de cet oppidum gaulois du pays des Cadurques.
Le 26 avril 2001, grâce aux travaux de l'équipe de l'archéologue J.-P. Girault, a été reconnu officiellement, par le ministère de la Culture à Toulouse, l'identité d'Uxellodunum avec le puy d'Issolud situé dans le Lot sur la rive droite de la Dordogne sur la commune de Vayrac et en partie sur celle de Saint-Denis-lès-Martel où se trouve la fontaine de Loulié, lieu du siège et de la captation de la source par les Romains.

## Politique et administration

### Liste des maires
| Période                                  | Période  | Identité                            | Étiquette | Qualité |
| ---------------------------------------- | -------- | ----------------------------------- | --------- | ------- |
| Les données manquantes sont à compléter. |          |                                     |           |         |
| 1795                                     | 1811     | Jean Grandou-Marbot                 |           |         |
| 1811                                     | 1813     | Pierre Lasfargue                    |           |         |
| 1813                                     | 1832     | Louis Balthazar Lachièze de Briance |           |         |
| 1832                                     | 1840     | Pierre Noël                         |           |         |
| 1840                                     | 1848     | Louis Balthazar Lachièze de Briance |           |         |
| 1848                                     | 1871     | Jérôme Gaillard                     |           |         |
| 1871                                     | 1900     | Pierre Nayrac                       |           |         |
| 1900                                     |          | Gustave Lachièze de Briance         |           |         |
|                                          |          |                                     |           |         |
| avant 1981                               | ?        | René Sérager                        | DVG       |         |
|                                          |          |                                     |           |         |
| mars 2001                                | 2009     | Bertrand Lacarrière                 | SE        |         |
| 2009 (réélu en mai 2020)                 | En cours | Guy Mispoulet                       | SE        |         |

## Démographie
L'évolution du nombre d'habitants est connue à travers les recensements de la population effectués dans la commune depuis 1793. Pour les communes de moins de 10 000 habitants, une enquête de recensement portant sur toute la population est réalisée tous les cinq ans, les populations de référence des années intermédiaires étant quant à elles estimées par interpolation ou extrapolation. Pour la commune, le premier recensement exhaustif entrant dans le cadre du nouveau dispositif a été réalisé en 2006.

En 2022, la commune comptait 334 habitants, en évolution de −0,3 % par rapport à 2016 (Lot : +1,31 %, France hors Mayotte : +2,11 %).
| 1793 | 1800 | 1806 | 1821 | 1831 | 1836 | 1841 | 1846 | 1851 |
| ---- | ---- | ---- | ---- | ---- | ---- | ---- | ---- | ---- |
| 532  | 657  | 807  | 705  | 673  | 732  | 705  | 702  | 727  |

| 1856 | 1861 | 1866 | 1872 | 1876 | 1881 | 1886 | 1891 | 1896 |
| ---- | ---- | ---- | ---- | ---- | ---- | ---- | ---- | ---- |
| 724  | 789  | 770  | 772  | 747  | 895  | 820  | 817  | 820  |

| 1901 | 1906 | 1911 | 1921 | 1926 | 1931 | 1936 | 1946 | 1954 |
| ---- | ---- | ---- | ---- | ---- | ---- | ---- | ---- | ---- |
| 729  | 764  | 768  | 702  | 675  | 659  | 612  | 595  | 596  |

| 1962 | 1968 | 1975 | 1982 | 1990 | 1999 | 2006 | 2011 | 2016 |
| ---- | ---- | ---- | ---- | ---- | ---- | ---- | ---- | ---- |
| 512  | 437  | 338  | 358  | 324  | 362  | 397  | 331  | 335  |

| 2021 | 2022 | - | - | - | - | - | - | - |
| ---- | ---- | - | - | - | - | - | - | - |
| 333  | 334  | - | - | - | - | - | - | - |

## Économie

### Revenus
En 2018, la commune compte 144 ménages fiscaux, regroupant 284 personnes. La médiane du revenu disponible par unité de consommation est de 19 500 € (20 740 € dans le département).

### Emploi
|                | 2008  | 2013  | 2018  |
| -------------- | ----- | ----- | ----- |
| Commune        | 7,9 % | 5,4 % | 11 %  |
| Département    | 7,3 % | 8,9 % | 9,6 % |
| France entière | 8,3 % | 10 %  | 10 %  |

En 2018, la population âgée de 15 à 64 ans s'élève à 205 personnes, parmi lesquelles on compte 72,4 % d'actifs (61,3 % ayant un emploi et 11 % de chômeurs) et 27,6 % d'inactifs,. En  2018, le taux de chômage communal (au sens du recensement) des 15-64 ans est supérieur à celui de la France et du département, alors qu'il était inférieur à celui de la France en 2008.
La commune est hors attraction des villes,. Elle compte 51 emplois en 2018, contre 52 en 2013 et 45 en 2008. Le nombre d'actifs ayant un emploi résidant dans la commune est de 127, soit un indicateur de concentration d'emploi de 40,5 % et un taux d'activité parmi les 15 ans ou plus de 52,1 %.
Sur ces 127 actifs de 15 ans ou plus ayant un emploi, 36 travaillent dans la commune, soit 28 % des habitants. Pour se rendre au travail, 80,7 % des habitants utilisent un véhicule personnel ou de fonction à quatre roues, 3,1 % s'y rendent en deux-roues, à vélo ou à pied et 16,2 % n'ont pas besoin de transport (travail au domicile).

### Activités hors agriculture
27 établissements sont implantés  à Saint-Denis-lès-Martel au 31 décembre 2019.
Le secteur du commerce de gros et de détail, des transports, de l'hébergement et de la restauration est prépondérant sur la commune puisqu'il représente 33,3 % du nombre total d'établissements de la commune (9 sur les 27 entreprises implantées  à Saint-Denis-lès-Martel), contre 29,9 % au niveau départemental.

### Agriculture
|               | 1988 | 2000 | 2010 | 2020 |
| ------------- | ---- | ---- | ---- | ---- |
| Exploitations | 23   | 21   | 13   | 9    |
| SAU (ha)      | 436  | 429  | 322  | 292  |

La commune est dans la Limargue », une petite région agricole occupant une bande verticale à l'est du territoire du département du Lot. En 2020, l'orientation technico-économique de l'agriculture  sur la commune est la polyculture et/ou le polyélevage. Neuf exploitations agricoles ayant leur siège dans la commune sont dénombrées lors du recensement agricole de 2020 (23 en 1988). La superficie agricole utilisée est de 292 ha,,.

## Culture locale et patrimoine

### Lieux et monuments
- L'église Saint-Denis.

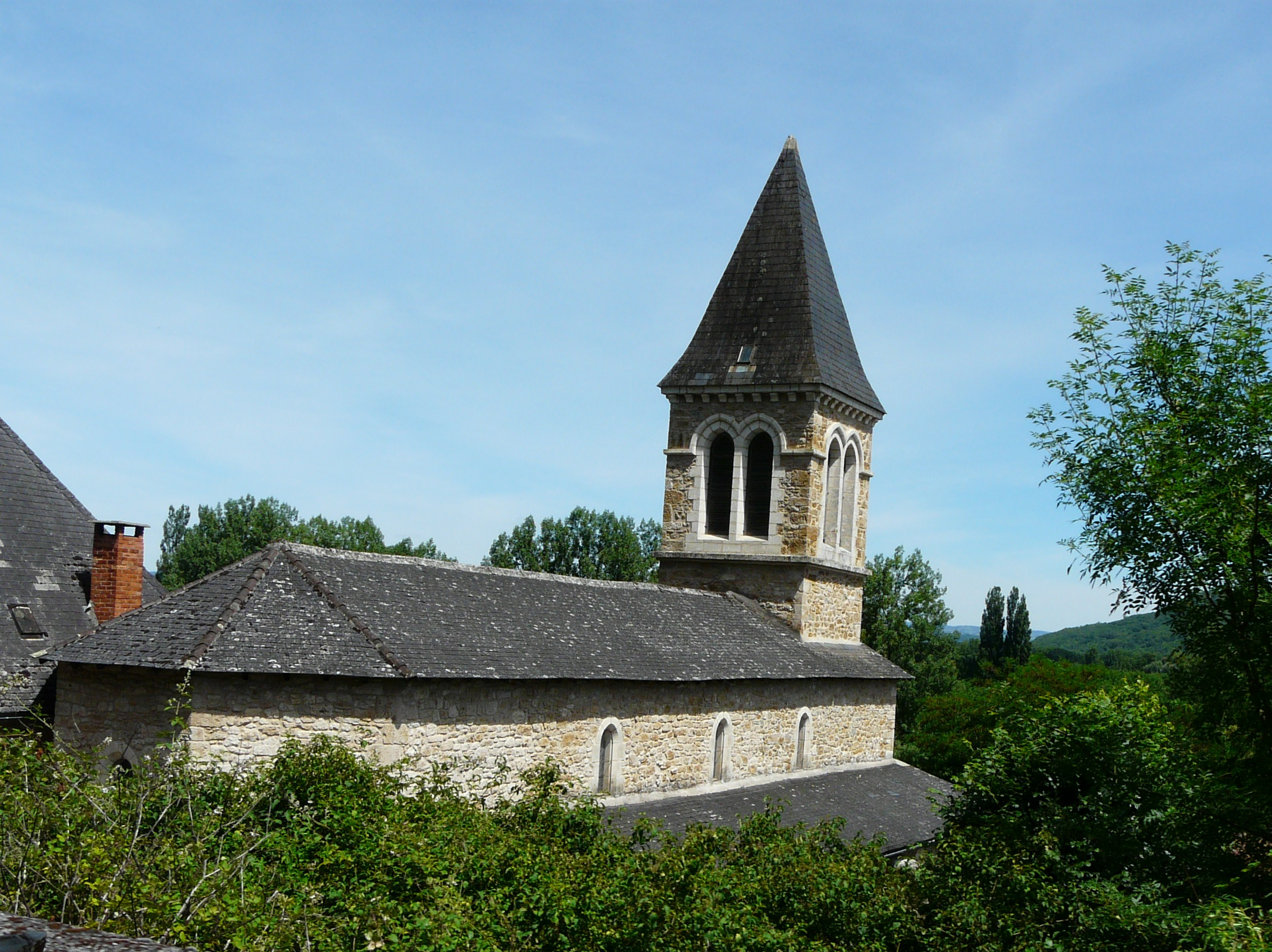
L'église.

- Le site archéologique de la fontaine de Loulié, inscrit par arrêté du 29 novembre 2010 au titre des monuments historiques[49].
- La gare ferroviaire se nomme Saint-Denis-près-Martel.
- Le pont Eiffel reliant Saint-Denis-près-Martel à Capdenac et Rodez par le train.

### Personnalités liées à la commune
- Joseph Peyrode (1895-1962), coureur cycliste français, né à Saint-Denis-lès-Martel.

### Héraldique
| Blason de Saint-Denis-lès-Martel | Blason  | De sinople à deux bandes ondées abaissées d'argent, accompagnées au canton senestre du chef d'un casque romain du même ; au franc-quartier de gueules à la croix cléchée, vidée et pommetée de douze pièces d'or. |
| Blason de Saint-Denis-lès-Martel | Détails | Le vert est pour l'agriculture, les ondes représentent la Sourdoire et la Tourmente qui arrosent la commune, le casque romain est pour l'ultime bataille pour la conquête de la Gaule, qui eut lieu sur le territoire du village. Enfin, la croix occitane est pour la région. Création Jean-François Binon, adoptée en 2019. |